# Marie Kiss La Joue
 (janvier 2013).
Si vous disposez d'ouvrages ou d'articles de référence ou si vous connaissez des sites web de qualité traitant du thème abordé ici, merci de compléter l'article en donnant les références utiles à sa vérifiabilité et en les liant à la section « Notes et références ».
Marie Kiss La Joue est une chanteuse française, auteur-compositeur,  originaire du Trégor en Bretagne et née à Lannion. 

## Biographie
Après des études d'arts plastiques à Rennes elle obtient un diplôme de stylisme à Paris. À la même époque elle monte sur scène avec Merci Simca puis avec José Tamarin (ex Niagara) avec qui elle crée Marie Marie. Elle fonde ensuite Les Scies Sauteuses, un groupe de six filles dont elle écrit les chansons, féministes, drôles, allant du rock à la java. Marie chante sous le nom de « Marie Kiss La Joue » depuis décembre 2000 où lors des Transmusicales elle est remarquée par BMG Publishing avec qui elle signe un contrat d'édition. 
L'album Henri, Valentin et les autres sort chez EMI en 2002. En 2005 Marie sort son deuxième album Et si plus jazzy, plus féminin aussi. Elle quitte la France pour l'Argentine où elle écrit et compose Embrasse-moi qu'elle enregistre à Buenos Aires où elle s'est installée avec sa famille. Ce 3e album est entièrement arrangé par Nacho Cabello un compositeur argentin que lui conseille Eduardo Makaroff de Gotan Project. De retour en France Marie monte le projet « Buenos Aires » sur scène et joue avec un trio classique de Tango parisien Le trio Contempo.

## Discographie
- 2002 : Henri, Valentin et les autres (EMI)
- 2005 : Et si (MKLJ Prod./Coop Breizh)
- 2009 : Embrasse moi (Marie Kiss la Joue)